# 푸틴을 위한 궁전: 가장 큰 뇌물 이야기
《푸틴을 위한 궁전: 가장 큰 뇌물 이야기》(러시아어: Дворец для Путина. История самой большой взятки)는 러시아의 비영리 단체 반부패 재단 (FBK)이 공개한 2021년 다큐멘터리 영화로, 현재 러시아 대통령인 블라디미르 푸틴을 위해 지어진 푸틴 궁전에 대한 부패 혐의를 자세히 설명한다.

## 같이 보기
- 2021년 러시아 시위
- 푸틴 궁전